# Севостьянов, Геннадий Кириллович

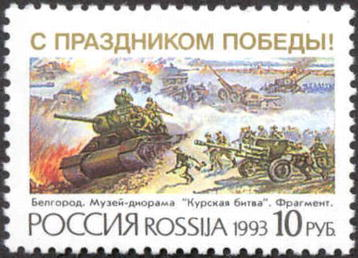
Марка Почты России, 1993 год.

Геннадий Кириллович Севостьянов (19 июля 1938 года, Куйбышевская область, РСФСР, СССР — 2003 год) — советский и российский художник, народный художник Российской Федерации (1996).
В 1960 году с отличием окончил Казанское художественное училище.
С 1960 по 1962 годы — проходил срочную службу в армии.
Учился в Московском художественном институте имени В. И. Сурикова (1965-71), прошёл конкурс на работу в Студии военных художников имени М. Б. Грекова.
С 1967 года принимает участие в художественных выставках.
Член Союза художников СССР с 1974 года.
Работая в Студии военных художников имени М. Б. Грекова, создал такие произведения, как «Солдатское утро» (1972), «Юность отцов» (1974), «В родном кругу» (1974), «Среди родных» (1975), «Служи Родине, сын!» (1982).
Совместно с Н. Я. Бутом, В. Н. Щербаковым трудился над созданием самой большой в России диорамы «Прохоровское танковое сражение», которая расположена в музее-диораме «Курская битва. Белгородское направление», и была открыта в 1987 году.
Работы художника находятся в частных и государственных собраниях России и других стран.

## Награды
- Народный художник Российской Федерации (1996)
- Заслуженный художник РСФСР (1985) — за написание серии картин «Выполняя интернациональный долг» (по итогам поездки в Алжир и Афганистан)